# Lucía Hoyos
Lucía Díaz Hoyos (Sevilla, 5 de marzo de 1975) es una actriz, presentadora de televisión y modelo española.

## Biografía
Sobrina materna de Cristina Hoyos, comenzó su carrera cuando fue elegida Miss de su ciudad natal en 1994. A partir de ese momento comenzó a ser una cara conocida en cine y televisión.
En 1999 comenzó su carrera como actriz con la serie Periodistas, a partir de ese momento continuó apareciendo en diversas series como Petra Delicado, Paraíso, Ana y los 7 o Policías, en el corazón de la calle.
Más tarde actuó en cortometrajes como Tú la llevas (2004), Cíclope (2009) y Loco con ballesta (2013) y en películas como El síndrome de Svensson (2006) o 4.000 euros (2008).
En 2008 fue protagonista en dos series de televisión emitidas por Canal Sur: Ponme una nube y Rocío, casi madre. Un año más tarde fue la protagonista de Somos cómplices, una serie emitida por Antena 3 que fue cancelada en el segundo capítulo debido a la falta de audiencia, pero que contaba con 80 episodios, emitidos más tarde en Nova. Ya en 2015 participó en la serie Allí abajo, donde interpretó a Eugenia Benjumea.
También ha colaborado en El programa de Ana Rosa, ¿Qué apostamos?, No disparen al pianista y ha sido invitada en varias ocasiones a Pasapalabra. En 2006 colaboró en El programa de verano de Telecinco, pero además en 2001 presentó Nunca seremos un programa culto y en 2003 Verano 3 en Antena 3.
El 7 de enero de 2016, se da a conocer horas antes del estreno de Gran Hermano VIP 4, que Lucía participaría en dicho reality de Telecinco. Tras 28 días de concurso, Lucía se convierte en la tercera expulsada de la edición con el 66,2 % de los votos frente a Carlos Lozano y Julián Contreras (hijo de Carmina Ordóñez).

## Filmografía

### Largometrajes
| Año  | Título                  | Personaje   | Director                                              | Género          |
| ---- | ----------------------- | ----------- | ----------------------------------------------------- | --------------- |
| 1996 | Adiós tiburón           | –           | Carlos Suárez                                         | Comedia         |
| 2002 | Navidad en el Nilo      | Chica hotel | Neri Parenti                                          | Comedia         |
| 2006 | El síndrome de Svensson | Mensajera   | Kepa Sojo                                             | Comedia         |
| 2008 | 4.000 euros             | Carmen      | Richard Jordan                                        | Drama           |
| 2011 | Bruja del Norte         | Iria        | Fernando Lobohem                                      | Terror/Fantasía |
| 2013 | La rueda                | Lorena      | Álvaro de Armiñán                                     | Drama           |
| 2018 | La primera cita         | Dependienta | Jesús Ponce                                           | Drama           |
| 2019 | La boda                 | Valeria     | Ana Graciani                                          | Comedia         |
| 2020 | Yo soy Mónica           | Mónica      | Ismael Acedo, Gerardo Avendaño y Juan Felipe González | Comedia         |

### Cortometrajes
| Año  | Título                   | Personaje           | Director                     | Género          |
| ---- | ------------------------ | ------------------- | ---------------------------- | --------------- |
| 1996 | Chicles                  | Chica en casting    | David G. Delser              | Comedia         |
| 2004 | Tú la llevas             | Lucía               | Rulo Pardo                   | Comedia         |
| 2009 | Cíclope                  | Méndez              | Carlos Morett                | Ciencia ficción |
| 2011 | Juan Hombre              | Traficante de armas | Nacho Serapio, J.D. Shapiro  | Acción          |
| 2013 | Loco con ballesta        | Ertzaintza          | Kepa Sojo                    | Comedia negra   |
| 2013 | ¿Dónde están las llaves? | Mónica              | Ana Graciani y Matilde Rubio | Drama/Thriller  |

### Series de televisión
| Año       | Título                              | Cadena    | Personaje        | Notas        |
| --------- | ----------------------------------- | --------- | ---------------- | ------------ |
| 1989      | La clínica de la Selva Negra        | La 1      |                  | 1 episodio   |
| 1994      | Estamos todos locos                 | La 1      |                  | 1 episodio   |
| 1996      | El súper                            | Telecinco | Extra            | 1 episodio   |
| 1997      | En plena forma                      | Antena 3  |                  | 1 episodio   |
| 1999      | Periodistas                         | Telecinco | Loli             | 1 episodio   |
| 1999      | Petra Delicado                      | Telecinco | Extra            | 1 episodio   |
| 2000      | Paraíso                             | La 1      | Susana           | 1 episodio   |
| 2000      | Policías, en el corazón de la calle | Antena 3  | Lucía            | 1 episodio   |
| 2000      | Mediterráneo                        | Telecinco |                  | 1 episodio   |
| 2002      | Ana y los 7                         | La 1      | Eugenia          | 1 episodio   |
| 2004      | ¿Se puede?                          | La 1      |                  | 4 episodios  |
| 2005      | Mis adorables vecinos               | Antena 3  | Lucía            | 1 episodio   |
| 2006      | Con dos tacones                     | La 1      | Mujer            | 1 episodio   |
| 2008      | Ponme una nube                      | Canal Sur | Lola             | 22 episodios |
| 2008      | Impares                             | Antena 3  | Lucía            | 2 episodios  |
| 2008      | Rocío, casi madre                   | Canal Sur | Lola             | 15 episodios |
| 2008      | Diarios del miedo                   | Cuatro    |                  | 1 episodio   |
| 2009      | Días sin luz                        | Antena 3  | Coral            | 2 episodios  |
| 2009      | Somos cómplices                     | Antena 3  | Marta Moya       | 80 episodios |
| 2011      | Carmina                             | Telecinco | Blanca           | 1 episodio   |
| 2011      | Historias robadas                   | Antena 3  | Lucía            | 2 episodios  |
| 2013      | Flaman                              | Canal Sur | Eva              | 16 episodios |
| 2013      | Como alas al viento                 | Antena 3  | Rosario Mohedano | 1 episodio   |
| 2014      | Malviviendo                         | Webserie  | Inma Montes      | 1 episodio   |
| 2015-2017 | Allí abajo                          | Antena 3  | Eugenia Benjumea | 7 episodios  |
| 2017-2018 | Mambo                               | Playz     | Amparo Roca      | 11 episodios |
| 2019      | Acacias 38                          | La 1      | Esther Nadal     | 11 episodios |

### Programas de televisión
| Año               | Título                             | Cadena     | Rol          |
| ----------------- | ---------------------------------- | ---------- | ------------ |
| 2000              | Macumba Te Ve                      | Telemadrid | Colaboradora |
| 2000-2001         | Casi todo a cien                   | Telemadrid | Presentadora |
| 2001              | Nunca seremos un programa de culto | Telemadrid | Presentadora |
| 2002              | Musical 3                          | Antena 3   | Reportera    |
| 2003              | Verano 3                           | Antena 3   | Presentadora |
| 2005-2006         | El programa de Ana Rosa            | Telecinco  | Colaboradora |
| 2006              | El programa del verano             | Telecinco  | Colaboradora |
| 2007              | Tres en raya                       | La Sexta   | Colaboradora |
| 2009              | No disparen al pianista            | La 2       | Colaboradora |
| 2016              | Gran Hermano VIP 4                 | Telecinco  | Concursante  |
| 2020, 2021 y 2022 | Pasapalabra                        | Antena 3   | Invitada     |

-

### Doblaje
| Año       | Título                                | Personaje                 | Notas                                    |
| --------- | ------------------------------------- | ------------------------- | ---------------------------------------- |
| 2021-2023 | Tierra amarga (Bir Zamanlar Çukurova) | Hammine, Sabiha y Lütfiye | Serie de ATV emitida por Antena 3        |
| 2021      | Creepshow                             | Varios                    | Serie de Shudder emitida por Atresplayer |